# 有机化学期刊
《有机化学期刊》（英語：The Journal of Organic Chemistry，常缩写为或JOC）是由美国化学会发行的有关有机化学的学术期刊。该期刊的影响因子为4.721（2014年）。